# マイク・ネスミス
マイク・ネスミス（Mike Nesmith, 1942年12月30日 - 2021年12月10日）は、アメリカ合衆国のミュージシャン、作詞家、俳優、小説家、実業家、慈善家。テキサス州ヒューストン出身。ロックバンド・ザ・モンキーズのメンバーとして知られる。

## 人物
母親は修正液の発明者で実業家のベティ・ネスミス（1924～80）。
在籍したザ・モンキーズでは、ギターとヴォーカルを担当。在籍時に書いた「悲しきロック・ビート（Different Drum）」が1967年にストーン・ポニーズ（リード・ボーカルはリンダ・ロンシュタット）にカバーされ、彼らのバージョンは翌1968年に全米13位を記録した。
モンキーズ解散後は自身のカントリー・バンドであるファースト・ナショナル・バンドで活躍、「シルバー・ムーン」等のヒットがある。1981年にミュージック・ビデオのカテゴリーで『Elephant Parts』がグラミー賞を受賞した。
クリスチャン・サイエンスの信者である。

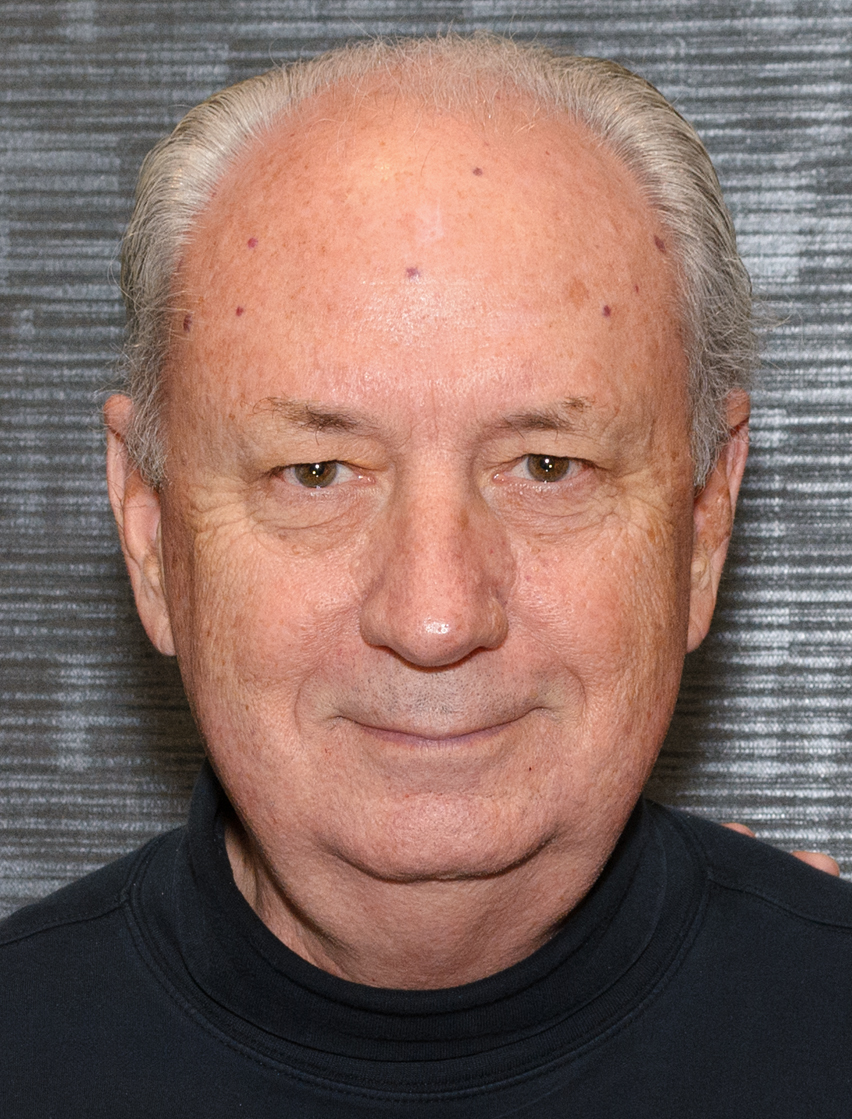
晩年のネスミス（2017年）

2021年12月10日、心不全のためカリフォルニア州の自宅で亡くなった。同年11月のロサンゼルスでのミッキー・ドレンツとのツアー公演が最後のバンド演奏となった。

## 出演

### 映画
- ハイド・アンド・シーク（1996年）クレジットなし